# Eickstedt Ausbau
Eickstedt Ausbau ist ein Wohnplatz im Ortsteil Eickstedt der Gemeinde Randowtal des Amtes Gramzow im Landkreis Uckermark in Brandenburg.

## Geographie
Der Ort liegt zwei Kilometer nordnordöstlich von Eickstedt, zwölf Kilometer nordnordöstlich von Gramzow und zwölf Kilometer östlich von Prenzlau. Die Nachbarorte sind Rollberg, Vogelsang und Wegnershof im Nordosten, Schmölln im Südosten, Eickstedt im Süden, Damme im Südwesten, Drense im Westen sowie Ziemkendorf und Grenz im Nordwesten.